# Elbasan
Elbasan (albanisch auch Elbasani Hörbeispielⓘ) ist eine Stadt in Mittelalbanien. Sie ist Amtssitz einer Bashkia und der Hauptort des Qarks Elbasan. Die von Industrie geprägte Stadt liegt nördlich des Flusses Shkumbin. Mit 66.834 Einwohnern (Volkszählung 2023) ist sie die viertgrößte Stadt des Landes, obwohl sie in den zwölf Jahren davor 15 % der Bevölkerung verloren hat.

## Geographie

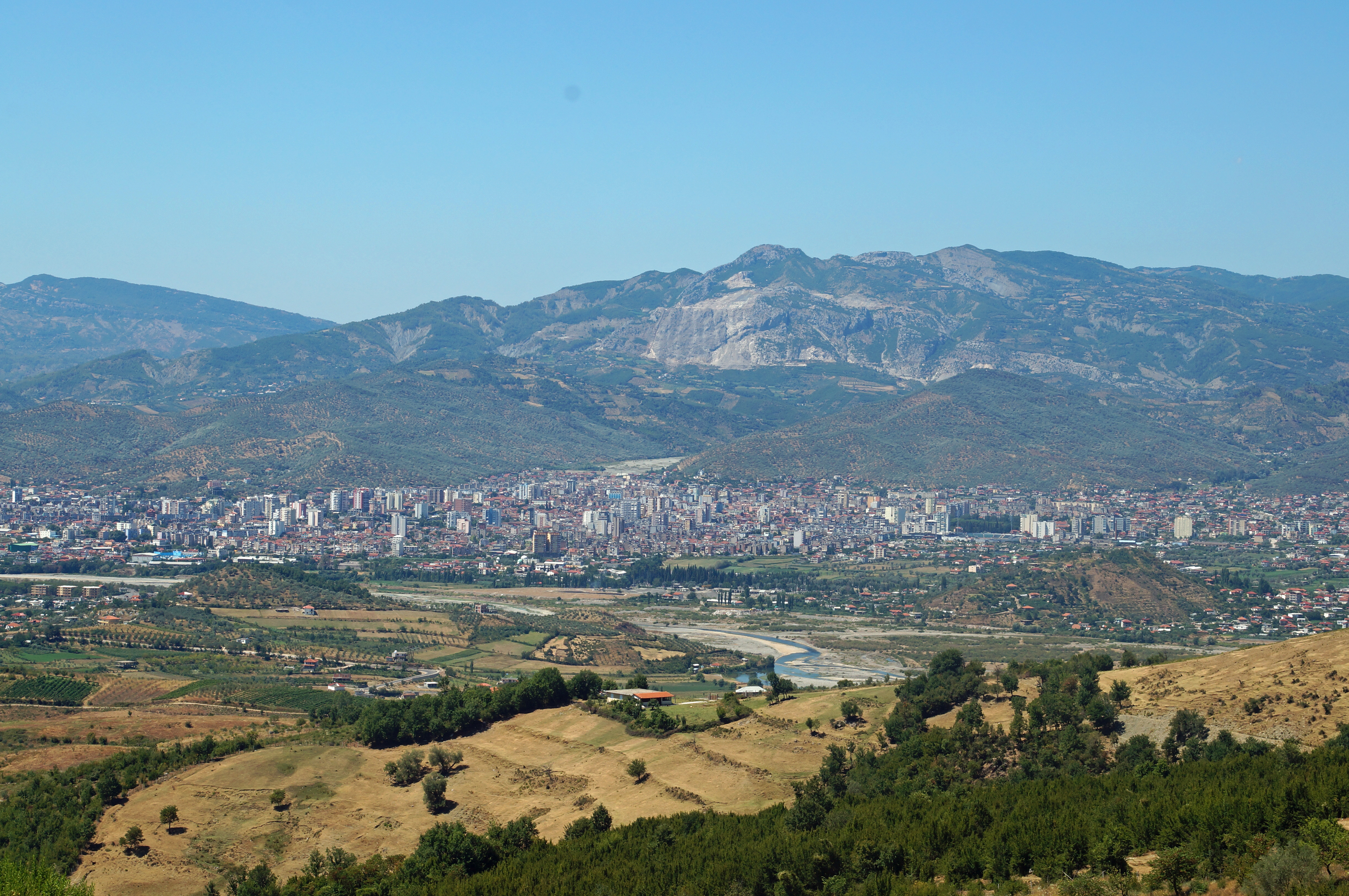
Blick auf die Stadt von Süden

Elbasan liegt in einer breiten Talebene, einer Verlängerung der Küstenebene ins Landesinnere, auf rund 150 m ü. A. Die Entfernung zum Adriatischen Meer beträgt rund 60 Kilometer. Wenige Kilometer östlich tritt der Shkumbin aus seinem Felstal und ermöglichte hier in der Geschichte ertragreichen Ackerbau. Im Norden und Süden der Stadt erheben sich bis zu 1000 Meter bzw. 1800 Meter hohe Berge.
In Elbasan herrscht Mittelmeerklima. Die Sommer sind heiß und trocken. Der Winter, welcher hier sehr niederschlagsreich und kalt ist, bekommt auch den kontinentalen Einfluss zu spüren.

Zum 2015 stark erweiterten Gemeindegebiet gehören auch die eingegliederten Gemeinden im Norden und Osten des ehemaligen Kreises Elbasan. Die neue Gemeinde hat 115.101 Einwohner (Volkszählung 2023). Das sind 19 % weniger als zwölf Jahre zuvor (Volkszählung 2011: 141.714 Einwohner).
| Name          | Einwohner 2023 | Einwohner 2011 | Gemeindeart |
| ------------- | -------------- | -------------- | ----------- |
| Elbasan       | 66.834         | 78.703         | Bashkia     |
| Bradashesh    | 9.375          | 10.700         | Komuna      |
| Funar         | 1.295          | 2.122          | Komuna      |
| Gjergjan      | 3.634          | 5.126          | Komuna      |
| Gjinar        | 2.133          | 3.478          | Komuna      |
| Gracen        | 1.245          | 2.192          | Komuna      |
| Fushë-Labinot | 6.299          | 7.058          | Komuna      |
| Mal-Labinot   | 3.666          | 5.291          | Komuna      |
| Papër         | 4.439          | 6.348          | Komuna      |
| Shirgjan      | 5.930          | 7.307          | Komuna      |
| Shushica      | 7.359          | 8.731          | Komuna      |
| Tregan        | 2.067          | 3.036          | Komuna      |
| Zavalina      | 825            | 1.622          | Komuna      |

## Geschichte

### Antike
Die ersten historischen Siedler der Gegend waren die Illyrer, welche im 2. Jahrhundert v. Chr. erste Wohnstätten errichteten. So wurden 2010 zwei illyrische Gräber nahe der Stadtmauer gefunden und ausgegraben. Nach dem Ende des Dritten Makedonisch-Römischen Krieges 168 v. Chr. kam ganz Illyrien unter römisches Protektorat. 146 v. Chr. legten die Römer die Handelsstraße Via Egnatia an, welche als Fortsetzung zur italienischen Via Appia auf dem Balkan diente und die direkte Verbindung zwischen Rom und Byzantium stellte. Sie begann bei den zwei Hafenstädten Dyrrhachium und Apollonia an der Adria und vereinigte sich westlich von Elbasan am Fluss Genusus. An dieser Stelle befand sich ein römischer Handelsplatz, der Mansio Scampa genannt wurde. Scampa ist das illyrische Wort für „Felsen“ (vgl. albanisch shkëmb/-i).
Später wurden entlang dieser Strecke in regelmäßigen Abständen Rastplätze angelegt, lateinisch Mutatio ad Quintum – Station für das Wechseln der Zugtiere bei jeder fünften Meile. Erhalten geblieben ist die Station beim heutigen Dorf Bradashesh, sieben Kilometer (fünf Meilen) westlich von Elbasan und an der heutigen Straße nach Durrës. Etwas versteckt am Bergfuß liegen die Reste einer kleinen aber technisch ausgereiften Badeanlage mit Sammelbecken für Quellwasser aus der Mitte des 2. Jahrhunderts n. Chr.
Um 160 n. Chr. wird in einer römischen Grabinschrift Scampa wieder erwähnt. Darin ist von einer Stelle mit fruchtbarem Ackerland, der Lage am Fluss Genusus und von einer Wegkreuzung an der Via Egnatia die Rede.
Scampa wurde von den Römern Anfang des 4. Jahrhunderts zu einer Festung ausgebaut. Noch heute sind spätantike Mauerreste mancherorts bis zu einer Höhe von drei Metern erkennbar. Die Lage des Mauerrechtecks von 348 Meter auf 308 Meter bildet bis heute die Grenze der Altstadt, die bis ins 19. Jahrhundert noch von einem Wassergraben umgeben war. Die Via Egnatia verlief durch die beiden in der Mitte der West- und Ostseite gelegenen Stadttore. Ein Nebentor zum Fluss befand sich im Süden.
Im 5. Jahrhundert wurde Scampa Sitz eines Bischofs. Es gibt den Bericht einer Delegation des Papstes Hormisdas, die 519 in dem in einer oströmischen Provinz gelegenen Scampa wohlwollend aufgenommen wurde. Die Lage der einstigen Bischofskirche ist unbekannt, Grabungen vom heutigen höheren Bodenniveau in der Altstadt haben Funde von weiteren christlichen Bauten erbracht. Außerhalb der Stadtmauern wurden auf einem Hügel im Westen (Tepe) die Reste einer Basilika freigelegt, deren Bauphasen mit dem 4. bis 6. Jahrhundert angegeben werden. Ebenfalls außerhalb der Stadtmauer in der Nähe des südlichen Nebentors wird seit 2007 der Mosaikfußboden einer weiteren Basilika freigelegt, vermutlich stammt er aus dem 6. Jahrhundert. Ab dem 7. Jahrhundert hat es mehrmals Einfälle von Slawen gegeben, in Scampa wurden schwere Zerstörungen durch Brände angerichtet. Der Ort wurde dann wohl verlassen. Es ist unklar, ob unter den Byzantinern eine Siedlung existierte.

### Osmanische Periode

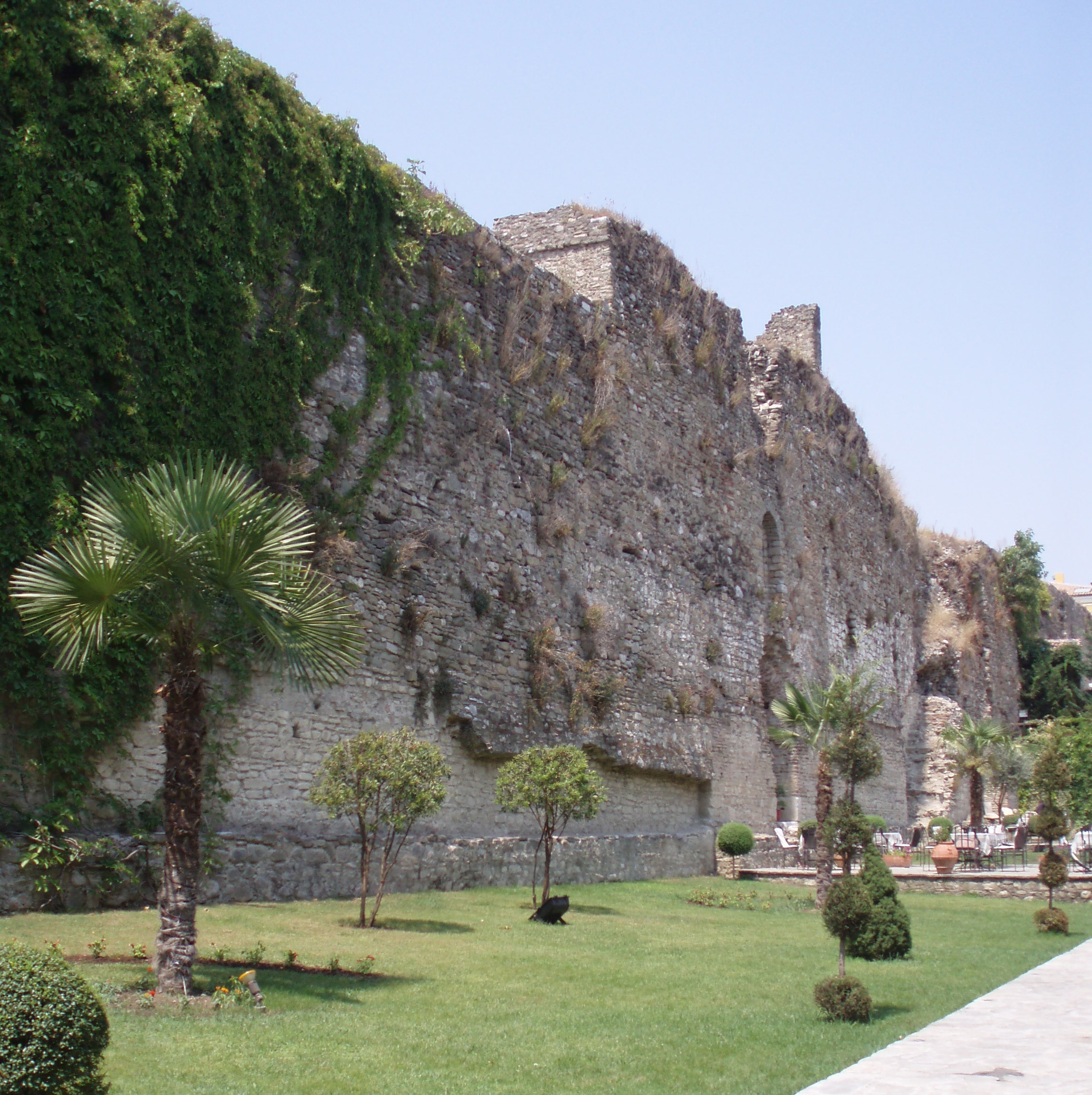
Römisch-osmanische Stadtmauern

Sultan Mehmeds II. Beiname „der Eroberer“ bezieht sich auf seine Einnahme Konstantinopels und weiter Teile des Balkans für das Osmanische Reich. Während mehrerer Feldzüge gegen die Festung von Kruja in Nordalbanien ließ er 1466 die Stadtmauer wieder aufbauen. Der Ort erhielt seinen heutigen Namen „Elbasan“, der auf Türkisch „starke Festung“ bedeutet. Der im Dienst des osmanischen Sultans reisende Evliya Çelebi hat 1670 mit seinem Seyahatnâme (türk. Reisebuch) überschriebenen Werk eine genaue Beschreibung der damaligen Stadt angefertigt. Er erwähnte drei Eingänge der Stadt mit jeweils doppelten Eisentoren, hinter dem südlichen lag der Basar mit einem Kaffeehaus. Innerhalb der Stadtmauern gab es 460 ein- und zweistöckige Häuser mit Ziegeldächern. Die Stadt insgesamt reichte weit über diesen Bereich hinaus und besaß 1150 Häuser, die als gepflegt inmitten von Weingärten und Parks gelegen beschrieben wurden.
Ende des 17. Jahrhunderts hatte Elbasan etwa 2000 Einwohner. Nach der Niederschlagung mehrerer Aufstände auf dem Balkan ließ der türkische Großwesir Reschid Pascha 1832 einen Großteil der Mauern niederreißen. Dennoch wurden in der Mitte des 19. Jahrhunderts drei Moscheen und eine Kirche erwähnt.
Aufgrund ihrer günstigen Lage entwickelte sich die Stadt im osmanischen Reich zu einem Zentrum für Handel und Handwerk. Neben albanischen und türkischen Kaufleuten siedelten sich auch griechische und slawische Händler an. Handelsgüter im 16. und 17. Jahrhundert waren vor allem Leder, Holz und Silber.

### Nationalismus und Unabhängigkeit Albaniens
Ab 1870 gab es in Albanien Bestrebungen zur Einführung einer einheitlichen albanischen Schriftsprache. Das in Elbasan entwickelte Alphabet konnte sich aber nicht durchsetzen. Für die Geschichte des Schulsystems im Land spielt Elbasan eine wichtige Rolle. Am 1. Dezember 1909 wurde in der Stadt eine Ausbildungsschule für Lehrer eröffnet, die erste überhaupt in Albanien. Auch der Übertritt einiger Orthodoxer aus Elbasan und Umgebung zum Katholizismus unter Beibehalt des byzantinischen Ritus im Jahr 1895, die Wiederbelebung der Albanischen griechisch-katholischen Kirche, ist im Kontext der albanischen Nationalbewegung Rilindja zu verstehen.
Die muslimische Mehrheit in der Stadt weigerte sich 1914, die Herrschaft des deutschstämmigen, christlichen Fürsten Wilhelm zu Wied über Albanien anzuerkennen.

## Stadtbild
Die einstige Stadtmauer mit elf Metern Höhe wurde durch 26 regelmäßig angeordnete und aus der Wand hervorspringende Türme verstärkt. Die osmanische Altstadt mit ihren gewundenen Gassen im Zentrum des modernen Straßenplans ist erkennbar und konnte etwas orientalischen Charakter bewahren. Von der Stadtmauer ist praktisch nur noch der südliche Teil mit dem einstigen Nebentor erhalten.
Rund 100 Meter nördlich im Zentrum der Altstadt liegt die Königsmoschee (albanisch Xhamia e Mbretit) aus dem Jahr 1492, eine der ältesten in Albanien erhaltenen Moscheen. Es ist ein unauffälliger, nahezu quadratischer Bau mit flachem Holzdach. Unter einem weißen Farbanstrich ist ein sorgfältiges Schachtelmauerwerk erkennbar. Diese Technik wurde dem früheren Kirchenbau entlehnt. Der bereits erwähnte Evliya Çelebi fand 1670 die Moschee außen vollständig bemalt mit religiösen Gedichten in feinster Kalligraphie, noch bis in die 1960er Jahre waren die Wände bedeckt mit roter arabischer Schrift. Es gab weitere Moscheen aus dem 17. Jahrhundert, die bei der Atheismuskampagne Ende der 1960er Jahre zerstört wurden. Die Königsmoschee hat diese Zeit unter anderem als politischer Versammlungsraum überlebt.
Nicht weit entfernt liegt die Kathedrale der Heiligen Maria (alb. Katedralja e Shën Merisë), eine dreischiffige Basilika von 1833 mit sehenswerter Ikonostase aus der Mitte des 19. Jahrhunderts. Der an Nord- und Südseite angebaute Portikus lassen das Gebäude noch breiter erscheinen.
Das Hamam (türkisches Badehaus) außerhalb der Stadtmauer neben dem Hotel Scampi bestand schon Ende des 17. Jahrhunderts, damals von engen Ladenstraßen umgeben lag das Bad innerhalb des Wochenmarktes. Im 19. Jahrhundert wurde es renoviert und war bis in die 1940er Jahre in Gebrauch. Außen in gutem Zustand, erübrigt sich eine Beschreibung der Innenräume. Es wurde nach 1990 zu einem Restaurant umgebaut.
Rund einen Kilometer südlich der Burg liegt die Naziresha-Moschee aus dem 16. Jahrhundert. Zerstört durch die kommunistische Diktatur wurde der Namazgjah, der erste Gebetsplatz des Landes.

## Kultur
Das Ethnographische Museum (alb. Muzeu Etnografik), in einem Gebäude aus dem 18. Jahrhundert untergebracht, zeigt traditionelles Handwerk aus osmanischer Zeit. Das Archäologische Museum (alb. Muzeu Arkeologjik) befindet sich in der Südwestecke der Altstadt.
Die Stadt ist berühmt für das Frühlingsfest Dita e Verës, für das das süße Gebäck ballokumja gebacken wird.

## Sport
Der lokale Fußballklub KF Elbasani spielt in der Saison 2014/15 in der höchsten Liga.
Die Elbasan Arena (früher Ruzhdi-Bizhuta-Stadion) wurde 2014 renoviert und wurde ab 2016 für zahlreiche Länderspiele der Fußballnationalmannschaft genutzt, nachdem das Nationalstadion in Tirana abgerissen worden und der Neubau noch nicht fertiggestellt war.

## Politik

Das Stadtwappen

Elbasan ist Amtssitz einer Bashkia, die als Verwaltungseinheit die Stadt und weitere Umgebung mit anderen Ortschaften umfasst. Die Stadt selber ist in sechs Bezirke, genannt „Rayons“ (alb. Rajon), unterteilt, die sich wiederum in mehrere Viertel (alb. Lagja) teilen. Insgesamt gibt es 21 Stadtviertel. Als politische Organe besitzt die Bashkia unter anderem den Bürgermeister (alb. Kryebashkiaku), der von der örtlichen Bevölkerung für eine Legislaturperiode von vier Jahren gewählt wird. Bei den Wahlen 2011 und 2015 wurde Qazim Sejdini (PS) in seinem Amt bestätigt. Er wurde 2007 erstmals zum 22. Bürgermeister von Elbasan gewählt. Auf ihn folgte 2019 Gledian Llatja (PS), der 2023 wiedergewählt wurde. Eine wichtige politische Rolle übernimmt zudem der Stadtrat (alb. Këshilli Bashkiak). Er besteht aus 51 Mitgliedern und hat legislative Funktionen. 

### Städtepartnerschaften
Elbasan unterhält mit Tetovo in Nordmazedonien und mit Forlì in Italien eine Städtepartnerschaft.

## Wirtschaft

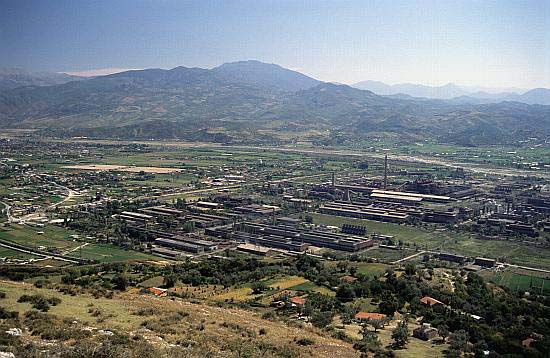
Das Stahlwerk Stahl der Partei

Abbau und Verwertung von Chrom und Nickel zur Stahlerzeugung wurde von italienischen Firmen in den 1930er Jahren begonnen. Während der kommunistischen Zeit lag westlich von Elbasan der größte industrielle Betrieb des Landes, das Metallurgische Kombinat Stahl der Partei. Mit einem vorgesehenen maximalen Ausstoß von 750.000 Tonnen Stahl pro Jahr (erreicht wurden 600.000 Tonnen) beschäftigte der Betrieb bis zum Niedergang 1990 etwa 12.000 Arbeiter. Danach wurde die Anlage geschlossen, die Arbeiter entlassen und die enorme Luftverschmutzung beendet. Bei den allgemeinen Unruhen im Land 1997 wurden in illegaler Weise in größerem Umfang Anlagenteile demontiert und ins Ausland verkauft.
1999 nahm die türkische Firma Kurum Steel Co. mit einem 20-Jahres-Vertrag die Produktion wieder auf. Kurum ging dabei die Verpflichtung ein, innerhalb von vier Jahren 6 Mio. US-Dollar zu investieren und langfristig den kompletten Bedarf des Landes an Stahl zu decken. Seither gab es mehrfach Probleme mit der Einhaltung der Umweltschutzbestimmungen. 2005 waren die 240 Arbeiter wegen nicht rechtzeitig eingebauter Filter eine Zeit lang von Werksschließung betroffen. Die Stadt leidet unter dem Smog und die Anzahl der Krebskranken ist stark gestiegen. Auf dem Fabrikgelände wurde außerdem ein Werk zur Kalkherstellung und 2011 eine Schrottaufbereitungsanlage installiert. Kürüm International ging 2016 Konkurs.
Nach wie vor wird in den nahen Bergen Kalkstein gebrochen. Tradition hat auch die Holzverarbeitung und Seifenherstellung.

## Verkehr
Elbasan liegt am Eingang zum Shkumbin-Tal, das Mittelalbanien mit Nordmazedonien und Griechenland verbindet. Von der Hauptstadt Tirana aus führt die SH3 über den Krraba-Pass nach Elbasan, welche während des Zweiten Weltkriegs von den Italienern angelegt wurde. Weiterhin verbindet die Autobahn A3 Elbasan mit Tirana. Diese unterquert den Krraba-Pass durch den Krraba-Tunnel. Von der Küste führt als SH7 eine gut ausgebaute Straße nach Elbasan, die dann in die SH3 mündet und über Elbasan in Richtung Südostalbanien und Mazedonien dem Verlauf der antiken Via Egnatia folgt. Diese Strecke ist Teil des Paneuropäischen Verkehrskorridors VIII, der die albanische Adriaküste mit dem Schwarzen Meer verbindet.
Über Elbasan führt auch die Bahnstrecke von Durrës nach Librazhd.

## Persönlichkeiten
- Kostandin Kristoforidhi (1827–1895), Autor und Übersetzer
- Qemal Karaosmani (1875–1948), Politiker und Gründervater Albaniens
- Shefqet Vërlaci (1877–1946), Politiker und zweifacher Ministerpräsident Albaniens
- Lef Nosi (1877–1946), Politiker und Gründervater Albaniens
- Isuf Myzyri (1881–1956), Sänger und Violinist
- Shefqet Dajiu (1882–1946), Politiker und Gründervater Albaniens
- Hasan Ceka (1900–1998), Prähistoriker
- Xhafer Belegu (1904–1962), Historiker und Diplomat
- Ibrahim Biçakçiu (1905–1977), Agronom, Politiker und Ministerpräsident Albaniens
- Aleks Buda (1910–1993), Historiker und Politiker
- Baki Kongoli (1913–1980), Volksliedforscher
- Qemal Stafa (1920–1942), Antifaschist und Gründungsmitglied der Partei der Arbeit
- Todi Lubonja (1923–2005), Journalist und Politiker
- Pirro Dodbiba (1925–2004), Politiker
- Enver Ibërshimi (* 1939), Fußballspieler
- Fatos Kongoli (* 1944), Schriftsteller
- Rexhep Meidani (* 1944), Politiker und Präsident der Republik Albanien von 1997 bis 2002
- Luljeta Lleshanaku (* 1968), Dichterin
- Saimir Pirgu (* 1981), Opernsänger
- Miriam Cani (* 1985), Sängerin
- Erald Dika (* 1988), Filmregisseur
- Bora Muzhaqi (* 1990), Politikerin
- Armando Sadiku (* 1991), Fußballspieler
- Daniel Godelli (* 1992), Gewichtheber
- Hysen Pulaku (* 1992), Gewichtheber
- Emanuela Rusta (* 1993), Fußballschiedsrichterin
- Eva Murati (* 1995), Schauspielerin, Fernsehmoderatorin und Model
- Arsen Kasa (* 1997), Fußballspieler
- Sherif Sadiku (* 1998), Fußballspieler
- Kristjan Asllani (* 2002), albanisch-italienischer Fußballspieler
- Ermal Meta (* 2005), Fußballspieler